# Marcel Verchère
Pour les articles homonymes, voir Verchère.
Pas d'image ? Cliquez ici

a Compétitions nationales et continentales officielles uniquement.

Dernière mise à jour le 1er août 2011.
Marcel Verchère, né le 30 juillet 1910 à Bourg (aujourd'hui Bourg-en-Bresse) dans l'Ain et mort dans la même ville le 26 octobre 1937, est un joueur de rugby à XV français.
Il est connu pour sa mort tragique, des suites d'un plaquage en extension, maintenant interdit, au cours d'un derby disputé deux jours auparavant entre Bourg-en-Bresse et Oyonnax.

## Biographie

### Enfance
Né le 30 juillet 1910 à l'hôpital de Bourg-en-Bresse, Marcel Begon naît de père inconnu et prend le nom de famille de sa mère Olympe Begon. Cette dernière se marie quelques mois plus tard avec Claude Henry Verchère qui le reconnaîtra en 1921, c'est ainsi que Marcel Begon devient Marcel Verchère.

### Accident et décès
Le dimanche 24 octobre 1937, au cours de la réception d'Oyonnax par son club de Bourg-en-Bresse, Marcel Verchère remplace son coéquipier Roger Mazuir au poste d'ailier. Il est victime d'un plaquage pendant qu'il effectue un saut pour réceptionner un ballon haut. Sa ceinture abdominale étant alors complètement relâchée, le choc lui cause un éclatement de la rate et du foie. Évacué en civière, il meurt néanmoins dans les jours suivants.

## Hommages

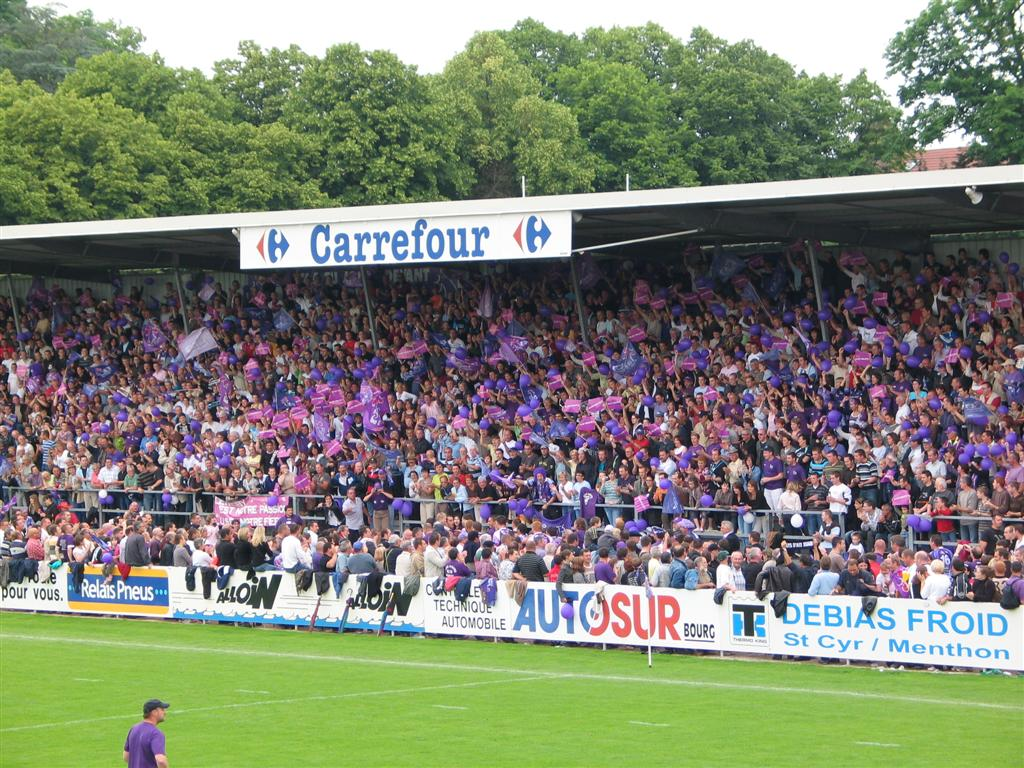
Vue du stade Marcel-Verchère.

La commune de Bourg-en-Bresse a nommé plusieurs de ses enceintes sportives au nom du joueur. Le stade Marcel-Verchère de l'US Bressane et du Football Bourg en Bresse Péronnas, porte son nom ; un gymnase également.